# Ралчева, Мария Пеньевна
Мари́я Пе́ньевна Ра́лчева (22 августа 1978, Николаев) — украинская гребчиха-байдарочница, выступала за сборную Украины в первой половине 2000-х годов. Участница летних Олимпийских игр в Сиднее, серебряный призёр чемпионата мира, победительница многих регат национального и международного значения. На соревнованиях представляла Николаевскую область, мастер спорта Украины международного класса.

## Биография
Мария Ралчева родилась 22 августа 1978 года в городе Николаеве Украинской ССР. Активно заниматься греблей начала с раннего детства, проходила подготовку в николаевской специализированной детско-юношеской спортивной школе олимпийского резерва «Украина» под руководством тренера Г. А. Затуливетера.
Впервые заявила о себе в сезоне 1995 года, когда выступила на молодёжном чемпионате мира в Японии и заняла восьмое место в четвёрках на пятистах метрах. Впоследствии вошла в состав взрослой гребной команды Украины и неоднократно выигрывала национальные первенства в различных гребных дисциплинах.
Благодаря череде удачных выступлений удостоилась права защищать честь страны на летних Олимпийских играх 2000 года в Сиднее — стартовала здесь в четвёрках на дистанции 500 метров вместе с такими гребчихами как Анна Балабанова, Наталья Феклисова и Инна Осипенко, сумела дойти до финальной стадии турнира, однако в решающем заезде финишировала лишь пятой, немного не дотянув до призовых позиций.
Первого серьёзного успеха на взрослом международном уровне добилась в 2003 году, когда попала в основной состав украинской национальной сборной и побывала на чемпионате мира в американском Гейнсвилле, откуда привезла награду серебряного достоинства, выигранную в зачёте четырёхместных байдарок на дистанции 1000 метров совместно с Еленой Череватовой, Инной Осипенко и Татьяной Семыкиной — на финише их обошёл только титулованный венгерский экипаж Наташи Душев-Янич, Кинги Декань, Кристины Фазекаш и Эстер Растоцки.
Несмотря на ряд успешных выступлений, в Олимпийских играх 2004 года Ралчева уже участия не принимала и вскоре приняла решение завершить карьеру профессиональной спортсменки, уступив место в сборной молодым украинским гребчихам. За выдающиеся спортивные достижения удостоена почётного звания «Мастер спорта Украины международного класса». Имеет высшее образование, окончила Николаевский педагогический институт. Ныне проживает в Николаеве.